# 1213
[[Категорија: 1213
.| ]]
Година 1213 (MCCXIII) била је проста година која је почела у уторак.

## Догађаји
- Википедија:Непознат датум — Урбино, који је под влашћу породице Монтефелтро још од средине XII века, Фридрих II је дао као грофовски феуд Бонконту од од Монтефелтра и његовим потомцима.
- Википедија:Непознат датум — Симон од Монфорта је поразио у близини Миреа Ремона VI Тулуског и његовог зета Петра II Арагонског, који је погинуо у борби, док се Ремон склонио у Енглеску.
- Википедија:Непознат датум — Петра II је на арагонском престолу наследио његов син Јаков I Освајач.
- Википедија:Непознат датум — У страху од напада војске Филипа II Августа Јован Без Земље признао је Стјепана Лангтона као надбискупа Кантерберија и помирио се с папом.
- Википедија:Непознат датум — Основан Врбас
- Википедија:Непознат датум — Монголске хорде Џингис-кана однеле су прву велику победу над царством Ђин у Хуаи-лаију.
- 30. мај – Битка код Даме
- 13. октобар – Битка код Степа